# Lý Đăng Huy
Lý Đăng Huy (李登輝, bính âm: Lǐ Dēnghuī; 15 tháng 1 năm 1923 – 30 tháng 7 năm 2020) là một chính trị gia của Trung Hoa Dân Quốc (thường được gọi là Đài Loan). Ông là Tổng thống Trung Hoa Dân Quốc trong các nhiệm kỳ thứ 7 (thay Tưởng Kinh Quốc qua đời), 8, 9 của Trung Hoa Dân Quốc giai đoạn 1988–2000, trong khi là đảng viên Quốc dân Đảng. Ông chủ trì một số tiến bộ lớn trong cải cách dân chủ bao gồm cả cuộc bầu cử lại chính bản thân vị trí Tổng thống mà ông đang giữ, đánh dấu cuộc bầu cử tổng thống trực tiếp đầu tiên cho Trung Hoa Dân Quốc, do đó còn được gọi là "cha đẻ của nền dân chủ Đài Loan".
Ông Lý là lãnh đạo Đài Loan đầu tiên được bầu chọn dân chủ vào năm 1996. Ông đã chiến thắng áp đảo sau 8 tháng tranh đấu căng thẳng, cùng nhiều đợt thử nghiệm phóng tên lửa của Trung Quốc vào vùng nước của Đài Loan. Là người bản địa Đài Loan đầu tiên làm Tổng thống Trung Hoa Dân Quốc cũng như chủ tịch Quốc dân Đảng, Lý Đăng Huy thúc đẩy phong trào bản địa hóa Đài Loan, dẫn đầu một chính sách ngoại giao tích cực để có các đồng minh. Những người chỉ trích cáo buộc ông phản bội đảng ông mà ông làm chủ tịch, hỗ trợ bí mật cho phong trào độc lập Đài Loan, và liên quan đến tham nhũng (chính trị vàng đen). Vào năm đắc cử, ông Lý đã đề nghị "chuyến thăm hòa bình" tới đại lục. Tuy nhiên, phía Bắc Kinh xem ông là "kẻ đòi chia tách" và muốn nền tự trị của Đài Loan trở thành độc lập hoàn toàn.
Vào năm 2014, ông từng bị truy tố và đưa ra xét xử về tội biển thủ công quỹ trong nhiệm kỳ 1988 - 2000. Tuy nhiên, tòa án Đài Loan đã tha bổng cho ông vì thiếu chứng cứ rõ ràng. Ông Lý là lãnh đạo Đài Loan thứ 2 bị truy tố về tội tham nhũng. Người kế nhiệm ông là ông Trần Thủy Biển bị phạt 20 năm tù vì cùng tội danh.
Tối 8 tháng 2 năm 2020, trong lúc dùng cơm tại nhà, ông Lý do bất cẩn bị sặc, ho, dẫn đến khó thở. Sau đó ông đã được khẩn cấp đưa vào Bệnh viện Cựu chiến binh Đài Bắc để cấp cứu, kiểm tra phát hiện ông bị viêm phổi hít và suy tim, sau đó bị biến chứng tràn dịch màng phổi và chấn thương thận khẩn cấp, được đội ngũ nhân viên y tế tận tình chăm sóc. Ông được cho là chưa từng xuất viện kể từ đó. Ông qua đời vào ngày 30 tháng 7 năm 2020 tại Bệnh viện Cựu chiến binh Đài Bắc.